# Национален отбор по футбол на Египет
Националният отбор по футбол на Египет представя Египет в международни футболни мачове. Контролира се от Египетската футболна федерация, която е основана през 1921 г. Член е на ФИФА от 1923 г. Отборът се състезава в Африканската футболна конфедерация. Има три участия на световно първенство, като през 1934 г. става първият африкански отбор присъствал на този форум. Екипите на отбора са червено и бяло.

## Статистика
- Първи мач: Италия 2 – 1 Египет (28 август 1920)
- Най-голяма победа: Египет 15 – 0 Лаос
- Най-голяма загуба: Италия 11 – 3 Египет
- Участия на световни финали – 3 (1934, 1990 и 2018)
  - Най-голям успех: 1934 – първи кръг (осминафинали), 1990 – първи кръг (групова фаза)
- Участия на Купата на африканските нации: 22 – рекорд
  - Шампион: 1957, 1959, 1986, 1990, 2006, 2008, 2010 – рекорд
- Участие на Купа на конфедерациите: 2
  - Успехи: Групова фаза 1999, 2009

## България – Египет
| Дата       | Място   | Събитие    | Отбор    | Резултат | Отбор    | ФИФА |
| ---------- | ------- | ---------- | -------- | -------- | -------- | ---- |
| 07.01.1955 | Кайро   | Приятелски | Египет   | 1:0      | България | ДА   |
| 22.05.1955 | София   | Приятелски | България | 2:1      | Египет   | ДА   |
| 22.05.1962 | Кайро   | Приятелски | Египет   | 2:2      | България | ДА   |
| 03.02.1988 | Кайро   | Приятелски | Египет   | 1:0      | България | ДА   |
| 16.02.1999 | Хонконг | Приятелски | Египет   | 3:1      | България | ДА   |
| 29.11.2004 | Кайро   | Приятелски | Египет   | 1:1      | България | ДА   |